# Krossvatnshæðir
Krossvatnshæðir är ett berg i republiken Island. Det ligger i regionen Austurland, 300 km öster om huvudstaden Reykjavík. Toppen på Krossvatnshæðir är 683 meter över havet. Krossvatnshæðir ingår i Álftavatnshæðir.
Trakten runt Krossvatnshæðir är nära nog obefolkad, med mindre än två invånare per kvadratkilometer. Trakten runt Krossvatnshæðir består i huvudsak av gräsmarker.